# Teatro Nacional São João
Le Teatro Nacional São João (abrégé en TNSJ) est un théâtre situé Place de Batalha, dans le quartier historique de Porto, au Portugal.

## Histoire
À la fin du XVIIIe siècle, pour doter Porto, la 2e ville du royaume, d'un opéra, son 1er magistrat, Francisco de Almada e Mendonça et un groupe de financiers privés en commandent la conception à l'architecte italien Vicente Mazzoneschi.
Les travaux de construction débutent en 1796 et le bâtiment est inauguré deux années plus tard, le 13 mai 1798, jour anniversaire du futur régent et roi, Jean VI de Portugal, qui donne son nom à ce théâtre, baptisé Real Teatro de São João.
La structure intérieure du Real Teatro de São João est identique à celle du Teatro Nacional de São Carlos à Lisbonne et s'inspire de la composition et de l'esthétisme des théâtres italiens, alors en vogue et qui se propagent en Europe.
Le 11 avril 1908, un violent incendie détruit le théâtre.
Un projet de reconstruction est élaboré en 1911 sous la direction de l'architecte local José Marques da Silva (pt).

## Architecture
La salle de concert à la forme traditionnelle en fer à cheval et son plafond a été peint par les artistes José de Brito et Lino Acácio, alors que l'avant-foyer et le foyer sont décorés d'éléments sculpturaux dus à Henrique Ara ú jo Moreira, Diogo de Macedo et José Fernandes de Sousa Caldas.
La façade principale, très sobre, percée au rez-de-chaussée de trois portes d'accès est dominée par un premier étage orné de quatre colonnes ioniques à fût lisse, qui encadrent trois fenêtres en plein cintre. La frise de l'entablement est ornée de quatre reliefs représentant la Bonté, la Douleur, la Haine et l'Amour, exécutés par Diogo de Macedo et José Fernandes de Sousa Caldas.
Le nouveau théâtre, terminé en 1918, est inauguré le 7 mars 1920 avec la représentation de Aida, de Verdi.

## Réhabilitation et programmation
La programmation du Real Teatro de São João est consacrée au théâtre et à l'opéra mais, à la suite d'une lente décadence, le bâtiment devient, en 1932, une salle de cinéma, le cinéma São João, exploitée par le groupe Lusomundo.
Acheté par l'État portugais le 8 octobre 1992, le bâtiment retrouve sa fonction première de salle de théâtre le 28 novembre 1992 sous son nom actuel de Teatro Nacional São João.
Il fait l'objet d'une profonde rénovation au début de l'année 1995, sous la responsabilité de l'Institut Portugais du Patrimoine Architectonique et Archéologique (IPPAR), de l'architecte João Carreira et avec un financement au titre du fonds européen FEDER, afin, outre de retrouver sa gloire passée, de le doter d'infrastructures et d'équipements adaptés au fonctionnement d'un théâtre actuel; après plus de huit mois de travaux, il rouvre le 16 septembre 1995.
La production annuelle du TNSJ est de quatre à cinq pièces, tandis qu'une dizaine d'autres est soit coproduite, soit accueillie ; c'est aujourd'hui, le principal théâtre de Porto et l'un des plus importants du Portugal.

### Les directeurs
- 1992-1996 : Eduardo Paz Barroso
- 1996-2000 : Ricardo Pais (pt)
- 2000-2002 : José Wallenstein (pt)
- 2002- : Ricardo Pais